# Alejandro Meléndez Ruiz
Alejandro Meléndez Ruiz (Utrera, Sevilla, 13 de marzo de 1999) es un futbolista español. Se desempeña en la posición de centrocampista y su club es el Albacete Balompié de la Segunda División de España.

## Trayectoria
Meléndez nació en Utrera, Sevilla, Andalucía, y se formó en las categorías inferiores del Real Betis Balompié. Hizo su debut absoluto con el Betis Deportivo Balompié el 20 de agosto de 2017, sustituyendo tardíamente a Loren Morón en la victoria en casa por 4-1 en Segunda División B de España sobre el CF Lorca Deportiva.
El 19 de diciembre de 2019, debutó con el primer equipo del Real Betis Balompié en un encuentro de la Copa del Rey, anotando el cuarto gol del conjunto verdiblanco en una goleada por 4-0 frente al Club Atlético Antoniano.
El 29 de julio de 2020, Meléndez fichó por el CF Badalona de la Segunda División B de España.
El 28 de enero de 2021, firmó por el Real Oviedo Vetusta de la Segunda División B de España.
El 20 de julio de 2021, Meléndez acordó un contrato de un año con el Linares Deportivo de la Primera División RFEF. 
El 13 de julio de 2022, firmó por la AD Mérida de la Primera División RFEF. 
El 4 de julio de 2023, firmó por la AD Ceuta FC de la Primera División RFEF. 
El 26 de junio de 2024, firma por el Albacete Balompié de la Segunda División de España.
El 15 de agosto de 2024, Meléndez hizo su debut con el Albacete Balompié, reemplazando a Juan Antonio Ros al final de la victoria a domicilio por 2-1 sobre el Granada CF.

## Clubes
| Club                        | País   | Año       |
| --------------------------- | ------ | --------- |
| Betis Deportivo Balompié    | España | 2017-2020 |
| CF Badalona                 | España | 2020-2021 |
| Real Oviedo Vetusta         | España | 2021      |
| Linares Deportivo           | España | 2021-2022 |
| Asociación Deportiva Mérida | España | 2022-2023 |
| A. D. Ceuta F. C.           | España | 2023-2024 |
| Albacete Balompié           | España | 2024-Act. |